# Sudice Tessera
La Sudice Tessera è una struttura geologica della superficie di Venere.